# Piotr Wolski
Piotr Wolski ps. Jackson (ur. 1968 w Częstochowie) – polski perkusista, lider zespołu Tam Tam Project, twórca szkoły perkusyjnej Tam Tam Academy, swobodnie poruszający się w wielu gatunkach muzycznych (world music, jazz, house).
Współpracował i między innymi ze Stanisławem Soyką, Tomaszem Stańko, Włodzimierzem Kiniorskim oraz zespołami Habakuk, Maanam, Paff, Immanuel i innymi.

## Dyskografia
- Ireneusz Dudek Wiem w co gram
- Young Power – Man of Tra
- Soyka Yanina – Neopositive
- Soyka Yanina & Kompania – Live in remont
- Soyka Yanina & Kompania – Radical graża
- Soyka, Yanina i Tie Break – retrospekcja. koncert. Kraków
- Yanina: Portret wewnętrzny
- Formacja Nieżywych Schabuff – Urodziny
- Formacja Nieżywych Schabuff – Z archiwum X-lecia
- Tomasz Stańko Peyotl 2
- Tomasz Stańko Balladyna
- Tomasz Stańko A Farewell to Maria
- Bajm Biała Armia
- Wilki Acousticus Rockus
- Lady Pank Akustycznie: Mała wojna
- Maanam – Róża
- Maanam [Simple Story] Unikaty
- Bogusław Bagsik 2B In Art
- Jan Janga-Tomaszewski - Janga
- Marcin Rozynek - Księga urodzaju
- Immanuel MP3
- Tam Tam Hare Hare & Piotr Jackson Wolski
- Dziani – Czarny koń
- Tam Tam Project – Tam Tam Project
- Tam Tam Project - Sunu Music
- Tytus Wojnowicz - Moja kolekcja
- Habakuk A ty siej
- Habakuk feat Muniek Staszczyk - Miasto
- Habakuk - Family Front
- Wilki - Unplugged
- Habakuk - Sztuka ulotna
- Apteka - Od pacyfizmu do ludobójstwa

## Muzyka filmowa
- W.Pasikowski / M. Lorenc "Psy 2"
- J.Bogayewicz / M. Lorenc "Osaczony"
- Jack Nicholson / M. Lorenc "Blood & Vine"
- J. Kawalerowicz / J.A.P Kaczmarek "Quo Vadis"
- Mateusz Pospieszalski "Matika"
- The Witcher - Hallowed by thy Name
- B. Pawica / S. Soyka - Kilimandżaro
- Juliusz Machulski - Kiler-ów 2-óch